# Старобайрамгуловский сельсовет
Старобайрамгуловский сельсове́т (баш.  Иҫке Байрамғол ауыл советы) — упразднённая в 2008 году административно-территориальная единица и сельское поселение (тип муниципального образования) в составе Учалинского района. Код ОКАТО — 80253875000. Согласно Закону Республики Башкортостан «О границах, статусе и административных центрах муниципальных образований в Республике Башкортостан» от 16 декабря 2004 года Старобайрамгуловский сельсовет имел статус сельского поселения. Центром сельсовета являлось деревня Старобайрамгулово (в 2005-2008 гг.), Старобалбуково (до 2005 года).

## Состав сельсовета
- д. Азнашево,
- д. Кажаево,
- д. Старобайрамгулово,
- д. Старобалбуково,
- д. Шарипово,
- д. Яльчигулово.

## История
Закон «О внесении изменений в административно-территориальное устройство Республики Башкортостан в связи с образованием, объединением, упразднением и изменением статуса населенных пунктов, переносом административных центров» от 20 июля 2005 года, N 211-з гласил: 

10. Перенести административные центры следующих сельсоветов:
9) Старобайрамгуловского сельсовета Учалинского района из деревни Старобалбуково в деревню Старобайрамгулово.
Закон Республики Башкортостан от 19.11.2008 N 49-з «Об изменениях в административно-территориальном устройстве Республики Башкортостан в связи с объединением отдельных сельсоветов и передачей населённых пунктов» гласил:

 "Внести следующие изменения в административно-территориальное устройство Республики Башкортостан:

43) по Учалинскому району:

 г) объединить Тунгатаровский и Старобайрамгуловский сельсоветы с сохранением наименования «Тунгатаровский» с административным центром в селе Комсомольск.
Включить деревни Азнашево, Кажаево, Старобайрамгулово, Старобалбуково, Шарипово, Яльчигулово Старобайрамгуловского сельсовета в состав Тунгатаровского сельсовета.

Утвердить границы Тунгатаровского сельсовета согласно представленной схематической карте.

Исключить из учетных данных Старобайрамгуловский сельсовет 

## Географическое положение
На 2008 год граничил с Челябинской областью, с муниципальными образованиями: Абзаковский сельсовет, Ильчигуловский сельсовет, Поляковский сельсовет («Закон Республики Башкортостан от 17.12.2004 N 126-з (ред. от 19.11.2008) „О границах, статусе и административных центрах муниципальных образований в Республике Башкортостан“»).

## Природа
Северо-Уральское и Ильчигуловское  лесничества Учалинского лесхоза, реки Шаромбай, Балбуковка.